# Varakļāni (novads)
Varakļāni est un novads de Lettonie, situé dans la région de Latgale. En 2009, sa population est de 3 941 habitants.